# Eustacjusz
Eustacjusz – imię męskie z gr. Eustáthios, przejęte do łaciny jako Eustathius i Eustatius, utworzone  od przymiotnika eustathés 'silny, dobrze zbudowany, zdrowy'.  Mylone z Eustachym. Imię to nosiło niewielu świętych. Jego ukraińskim odpowiednikiem jest Ostap.  
Eustacjusz imieniny obchodzi 16 lipca i 29 marca.
Znane osoby noszące imię Eustacjusz:
- Eustacjusz – biskup Berytos
- Eustacjusz – biskup Antiochii, święty katolicki i prawosławny (wspomnienie 21 lutego, wcześniej 16 lipca)
- Eustacjusz z Epifanei – retor i kronikarz
- Eustacjusz z Kapadocji – neoplatonik
- Eustacjusz z Tesaloniki – bizantyjski teolog, filolog, historyk, retor i epistolograf
- Eustacjusz z Sebasty – biskup
- Ostap Dłuski
- Ostap Łucki – ukraiński rolnik, działacz państwowy i społeczny, poseł na sejm i senator II RP,
- Ostap Ortwin
- Ostap Weresaj

Postacie fikcyjne:
- Ostap Bender z powieści Dwanaście krzeseł Ilfa i Pietrowa